# Binokuláris mikroszkóp

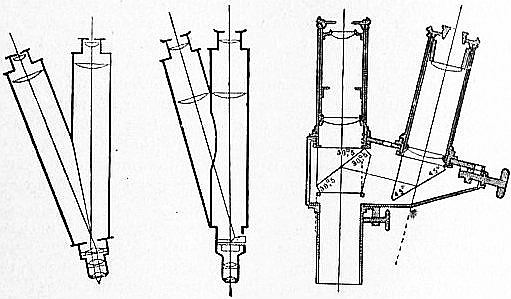
Binokuláris mikroszkóp illusztrációja a Britannica 1911-ben

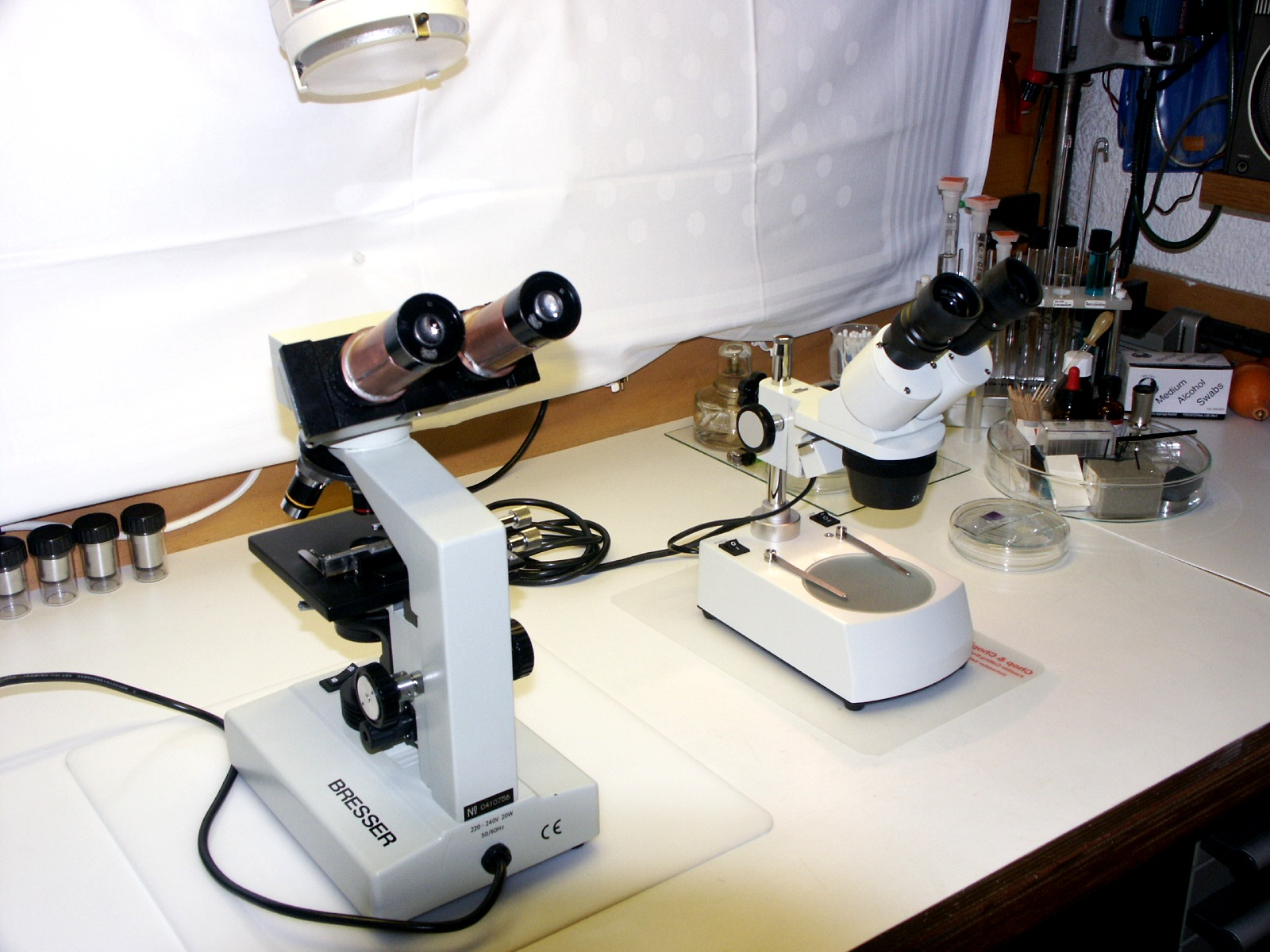
Egy binokuláris és egy sztereomikroszkóp egymás mellett

A binokuláris mikroszkóp egy objektívvel és két okulárral rendelkező fénymikroszkóp.
Az objektíven keresztül haladó fénysugarakat még a valódi kép keletkezése előtt egy félig áteresztő és félig tükröző prizma két sugárnyalábra bontja, amelyek külön-külön képeket hoznak létre. Ezeket vizsgáljuk az okulárokkal, így a megfigyelésben mindkét szemünket használjuk, a mikroszkópos vizsgálat kényelmesebb és kevésbé fárasztja a szemet.
Az okulárok távolsága a szemtávolságnak megfelelően beállítható. A mikroszkópokat természetesen rövid- vagy távollátók is használhatják akár szemüveg nélkül is, hiszen mindenki a saját szeméhez állíthatja be az élességet a tárgy és az objektív távolságának beállításával. A binokuláris mikroszkóp esetében ezen kívül általában lehetőség van az egyik okulár emelésére és süllyesztésére, ezáltal a két szem közötti különbség néhány dioptria erejéig kompenzálható.
Bár külső megjelenésre hasonlíthatnak, de a binokuláris mikroszkóp különbözik a sztereomikroszkóptól, ami két objektívből és két okulárból áll, lényegében két mikroszkópágon keresztül vizsgáljuk a mintát.